# Monumento a Samuel Badger
El Monumento a Samuel Badger es un monumento situado en el pueblo de Kittery, en el estado de Maine (Estados Unidos). Ubicado en un pequeño cementerio privado es uno de los ejemplos más distintivos de arte funerario en ese estado. Representa al magnate de la construcción naval Samuel Badger. Fue diseñado por David M. French de Newmarket y se completó en 1858. Fue incluido en el Registro Nacional de Lugares Históricos en 1998. 

## Descripción e historia
El Monumento a Samuel Badger está ubicado en un pequeño cementerio privado en una zona residencial de Kittery Foreside, un pueblo de Kittery a orillas del río Piscataqua, no lejos de isla de Badger. El cementerio está compuesto por algunas tumbas. Todas parecen estar relacionadas con Samuel Badger y los miembros de su familia inmediata, muchos de los cuales fallecieron antes que él. El cementerio está rodeado de casas y no es de fácil acceso para el público.
El monumento es un fuste de granito rectangular escalonado, asentado sobre una base a su vez de granito. En un nicho de un lado con techo curvo se encuentra un busto de mármol de Badger. El nivel en la base del eje tiene el nombre Badger en letras en relieve, y el siguiente nivel representa un velero del siglo XIX. El fuste está rematado por un frontón bajo a dos aguas con una estrella en el centro. El busto de Badger fue diseñado por David M. French de Newmarket, New Hampshire, y se instaló en 1858. Se desconocen las circunstancias de su puesta en servicio.
Samuel Badger fue uno de los principales constructores navales del río Piscataqua a mediados del siglo XIX. Era sobrino de William Badger, un constructor naval que dio nombre a isla de Badger. Sirvió durante muchos años a las órdenes de su tío en su astillero y se hizo cargo de ese negocio tras la muerte del anciano Badger en 1830. Desde entonces hasta su propia muerte en 1857, el astillero Badger produjo 45 paquebotes.